# Heiner Franz

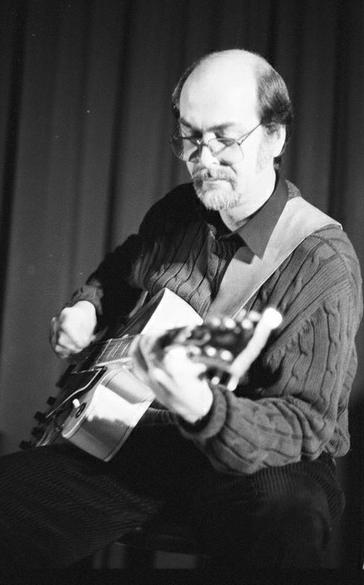
Heiner Franz auf dem Jazzfestival St. Ingbert (1990)

Heiner Franz (* 3. Juli 1946 in Tübingen) ist ein deutscher Jazzgitarrist und Musikproduzent.

## Leben und Wirken
Franz begann als Amateurmusiker; er studierte von 1966 bis 1972 evangelische Theologie, um dann als Religionslehrer, ab 1973 als Vikar und ab 1975 als Gemeindepfarrer tätig zu sein. 1979 schied er aus dem Kirchendienst aus und arbeitete freiberuflich als Musiker. Er war sowohl als Studiomusiker mit dem Tanzorchester des Saarländischen Rundfunks und dem Rundfunk-Sinfonieorchester Saarbrücken tätig als auch mit eigenen Gruppen und als Komponist und Produzent von Filmmusiken. 1988 gründete er sein Label Jardis; zeitweise beschäftigte er sich auch mit dem Bau von Gitarren und unterhielt eine eigene Werkstatt. Bei den Blue Jazzniks mit Siggi Gerhard, Klaus Lohfink und Achim Hamacher spielte er Banjo. Er ist auf Tonträgern mit Louis Stewart, Peter Leitch, Kevin Dean, Brainstream und dem European Jazz Guitar Orchester (1993, mit Maarten van der Grinten, Doug Raney, Frédéric Sylvestre und Louis Stewart) zu hören und begründete 1996 das Internationale Jazz Guitar Meeting in Spiesen-Elversberg, das dreimal bis 1999 stattfand. Weiterhin war er als Dozent bei internationalen Jazzworkshops und an Musikhochschulen tätig.

## Preise und Auszeichnungen
2006 wurde ihm der Archtop Germany Award verliehen.

## Diskographische Hinweise
- A Window to the Soul (Jardis 1988)
- Louis Stewart, Heiner Franz: In a Mellow Tone (Jardis 1992)
- Heiner Franz & Friends, Lindy Huppertsberg, Pierre Paquette: Let's Have a Ball (Jardis 2000)

## Lexikalische Einträge
- Jürgen Wölfer: Jazz in Deutschland. Das Lexikon. Alle Musiker und Plattenfirmen von 1920 bis heute. Hannibal, Höfen 2008, ISBN 978-3-85445-274-4.